# Aldo Belloni
Aldo Ernesto Belloni (* 23. Januar 1950 in Mailand) ist ein italienischer Industriemanager. Seit Dezember 2016 ist er Vorstandsvorsitzender der Linde AG.

## Leben
Nach seinem Abitur im Jahr 1968 studierte Belloni von 1968 bis 1973 am Polytechnikum in Mailand Ingenieurwesen sowie Chemie. 1973 wurde er zum „Dottore in Ingegneria Chimica“ promoviert. Inhalt seiner Dissertation war das Dampf- und Flüssigkeitsgleichgewicht in Kohlenwasserstoffen.
Von 1974 bis 1976 arbeitete er bei Oxon Italia SpA, von 1976 bis 1980 bei der Krebs & Co.GmbH in Berlin. 1980 trat er erstmal in die Linde AG ein, nach diversen Stationen wurde er im Jahr 2000 in den Vorstand berufen und war dort bis 2014 Mitglied. Seit Dezember 2016 ist er Vorstandsvorsitzender der Linde AG.
2011 erhielt Belloni eine Honorarprofessur für Tieftemperaturverfahrenstechnik an der TU Dresden. Er ist Mitglied des Aufsichtsrates der Evonik Industries AG.
Belloni ist verheiratet und hat zwei Kinder.